# Кім Андерссон
Кім А́ндерссон  (швед. Kim Andersson; нар. 21 серпня 1982, Чевлінге, Швеція) — шведський гандболіст, олімпійський медаліст.

## Виступи на Олімпіадах
| Олімпіада   | Дисципліна | Місце |
| ----------- | ---------- | ----- |
| Лондон 2012 | гандбол    | 2     |